# Kenneth Goldsmith
Kenneth Goldsmith est un poète américain né en 1961 à Freeport dans l'État de New York.
Il vit à New York. Fondateur d’UbuWeb, directeur artistique, sculpteur, artiste, poète, écrivain et professeur, Kenneth Goldsmith milite pour une écriture du plagiat, de la copie et de la retranscription.

## Biographie
Il est principalement connu pour avoir créé le site d’archivage de l’avant-garde artistique et littéraire UbuWeb et pour son travail sur l' incréativité comme pratique créative. L'écrivain François Bon suggère de rendre en français la notion d'« uncreative writing » développée par Goldsmith par l'expression « écriture sans écriture ».
Kenneth Goldsmith est tour à tour, premier lauréat de poésie du MoMA, fondateur et éditeur d'UbuWeb, professeur de Uncreative Writing à l’université de Pennsylvanie et animateur à la radio new-yorkaise WFMU pendant 15 ans. Considéré comme une personnalité majeure de la création contemporaine, Kenneth Goldsmith fait aussi figure de paradoxe, quand par exemple, il est reçu à la Maison-Blanche en tant qu'auteur, alors qu'il a publiquement, avoué  avoir volé les mots des autres, et fait l’apologie du plagiat.
Théoricien mais également poète, Kenneth Goldsmith est cette figure qui, sur le modèle de l’art conceptuel, développe ses textes selon de nouvelles formes d’installations et de diffusions, réfléchissant aux nouvelles possibilités qu’offrent le numérique et internet – voire à la transformation radicale qu’elle génère sur notre appréhension de la littérature. Il est aux États-Unis l’un des champions d’un mouvement récent de « poésie post-Internet » : des formes qui utilisent Google, les moteurs de recherche, les blogs, et font de la corne d’abondance du Web leur matière première.
Il vit et travaille à New York avec sa compagne Cheryl Donegan et leurs deux enfants.

## Œuvres

### Théorie
En mai 2015, Kenneth Goldsmith fait paraître aux éditions Jean Boîte son nouveau recueil de pensée sous le nom de « théorie ». Ce n’est pas un livre, c’est un anti-livre qui revendique son discours jusque dans sa forme. Théorie n’a pas de règles, il n’a pas de pagination ni de reliure, il est un objet prêt à disparaître, à ne pas laisser « ouvert » dans les courants d’air. Que les allergiques aux séances théoriques se rassurent, deux heures de lecture suffiront pour venir à bout de l’objet.
Théorie de Kenneth Goldsmith offre une lecture sans précédent du monde contemporain : 500 textes – poèmes, pensées, récits courts – sont publiés sur 500 feuilles, réunies sous la forme d’une ramette de papier, forme fragmentaire et postmoderne par excellence. Théorie est une série d'aphorismes qui font état de la littérature contemporaine, ce qu’elle devrait être, ce qu’elle pourrait devenir. Avant d’imprimer ces 500 phrases, il les a tweetées, mises sur Facebook, ou prononcées lors d’interviews : « Je m’autoplagie ». Beaucoup de textes présents dans le livre proviennent vraiment de Twitter, un médium par nature court et concis. Avec Twitter, nous assistons au grand retour de l’aphorisme comme forme de tous les jours. Le livre Théorie comprend aussi des textes plus longs, et même des récits inscrits avec une typographie « typewriter ».
Organisé par l’artiste et poète, cet ensemble de textes dessine les enjeux et les déploiements de la création littéraire contemporaine dans un monde où le digital et Internet bousculent les pratiques et invitent à réinventer de nouvelles formes créatives.
En décembre 2019, Emmanuel Vaslin crée un bot informatique sur Twitter qui propose deux fois par jour le rapprochement dans un même tweet d'une une du quotidien Le Monde et d'un fragment de Théorie, les deux extraits au hasard.

### Day
Kenneth Goldsmith, dans son ouvrage Day (2003), a retranscrit intégralement l’édition du New York Times du 1er septembre 2000, en reproduisant chaque article, publicité, légende et détail, sans modification. Ce livre illustre les théories de l’auteur sur la non-créativité et la réappropriation textuelle. En effet, l’idée derrière cet ouvrage était de transformer un texte utilitaire et éphémère en une œuvre littéraire durable, questionnant les notions d’originalité et de création en littérature.
L’oeuvre constitue également une critique de la saturation de l’information à l’ère moderne. En reproduisant un journal entier, Goldsmith attire l’attention sur l’abondance des données auxquelles nous sommes constamment exposés et interroge ainsi la valeur de l’information et la manière dont elle peut être recontextualisée lorsqu’elle est déplacée d’un support journalistique à un support littéraire.
L’ouvrage a suscité de nombreux débats critiques. Si certains saluent sa capacité à transformer un objet du quotidien en art, d’autres dénoncent une démarche cynique ou purement provocatrice. Quoi qu’il en soit, Day reste une œuvre clé pour comprendre la vision de Goldsmith sur la littérature contemporaine.

## Publications

### Originales en anglais
- No 105, Beans Dear Press, New York (New York), 1992
- Tizzy Boost, avec Bruce Andrews, The Figures, Great Barrington (Massachusetts), 1993
- No. 110 10.4.93-10.7.93, Artists Museum, nddz, Pologne, 1993
- No. 109 2.7.93-12.15.93, Bravin Post Lee, New York (New York), 1994
- 6799, Zingmagazine Press, New York (2000)
- Kenneth Goldsmith (e-book), Electronic Poetry Center (en), Buffalo (New York), 2002
- Day, The Figures, Great Barrington (Massachusetts) et Berkeley (CA), 2003 (GAT)
- Kenneth Goldsmith and Conceptual Poetics, avec Lori Emerson et Barbara Cole, Open Letter, Strathroy (Ontario), 2005
- Spring, avec James Siena, Michael Bixler, Winifred Bixler, Didymus Press, New York (2005)
- John Cage uncaged is still cagey, with David Anton and John Cage, Singing Horse Press, San Diego (Californie), 2005
- Sucking on Words, (an interactive poetry experience distributed on DVD), Cornerhouse Press, York, England (2007)
- Kenneth Goldsmith : street poets & visionaries : selections from the UbuWeb Collection, avec Craig Leonard, Mercer Union, Toronto (2008)
- Sports, Make Now, Los Angeles (2008) (GAT)
- Uncreative writing: managing language in the digital age, Columbia University Press, New York (2011) pdf
- Against Expression: an anthology of conceptual writing, avec Craig Douglas Dworkin, Northwestern University Press, Evanston Illinois (2011) pdf
- Dog Ear, avec Erica Baum et Beatrice Gross, Ugly Duckling Presse, Brooklyn, New York (2011)
- I'll be your mirror: the selected Andy Warhol interviews : 1962-1987, Carrol & Graf, New York (2011)
- Seven American deaths and disasters, Powerhouse Books, Brooklyn, New York (2013) pdf
- Kenneth Goldsmith: theory, Jean Boite Éditions (2015)
- Capital: New York, Capital of the 20th Century, Verso (2015)
- Wasting Time on the Internet, Harper Perennial, New York (2016)

### Traductions en français
- L'écriture sans écriture : du langage à l'âge numérique [« Uncreative writing: managing language in the digital age »]  (trad. de l'anglais par François Bon), Paris, Jean Boîte Editions, 2018, 192 p. (ISBN 978-2-36568-017-2)
- Théorie  (trad. de l'anglais), Paris, Jean Boîte Editions, 2015, 500 p. (ISBN 978-2-36568-009-7)